# Xerocomus ferrugineus
Bolet ferrugineux
Espèce
Statut de conservation UICN

 LC  : Préoccupation mineure
Xerocomus ferrugineus, le Bolet ferrugineux, anciennement Boletus ferrugineus, est une espèce de champignons basidiomycètes du genre Xerocomus et de la famille des Boletaceae. Il est caractérisé par son mycélium jaune et sa chair de couleur uniforme immuable à la coupe.

## Systématique

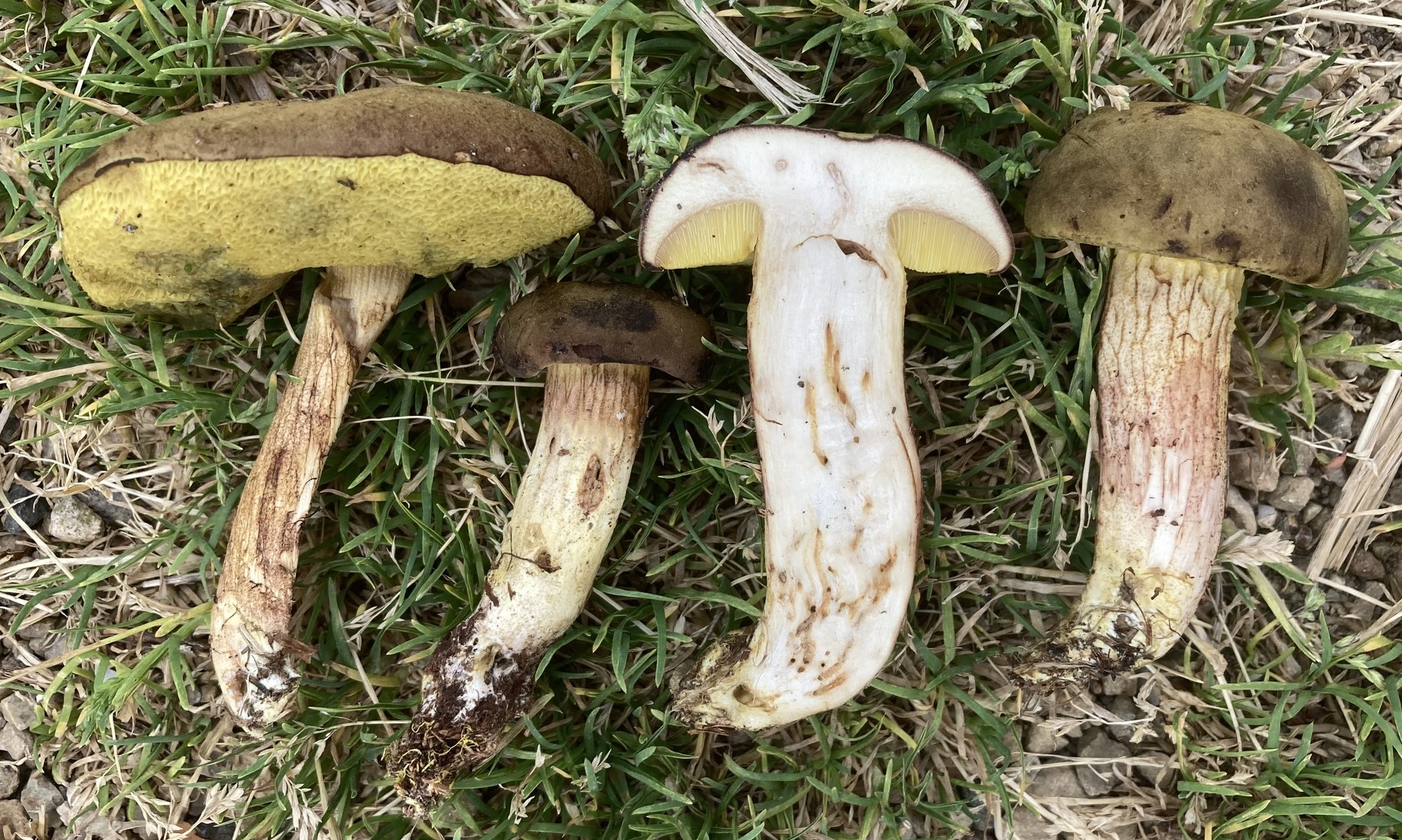
Collection de sporophores de X. ferrugineus en France.

Le nom correct complet (avec auteur) de ce taxon est Xerocomus ferrugineus (Schaeff.) Alessio.
L'espèce a été initialement classée dans le genre Boletus sous le basionyme Boletus ferrugineus Schaeff. 1774.

### Synonymes
Xerocomus ferrugineus a pour synonymes :
- Boletus citrinovirens Watling
- Boletus ferrugineus f. citrinovirens (Watling) Watling
- Boletus ferrugineus Schaeff.
- Boletus hieroglyphicus Rostk.
- Boletus spadiceus var. furcatus T.J.Baroni, Largent & Thiers
- Boletus spadiceus var. gracilis A.H.Sm. & Thiers
- Boletus spadiceus var. rufobrunneus Thiers
- Boletus spadiceus Krombh.
- Boletus spadiceus Schaeff. ex Fr.
- Boletus subtomentosus var. spadiceus (Fr.) Konrad & Maubl.
- Boletus subtomentosus var. spadiceus (Schaeff. ex Fr.) Cooke & Quél.
- Boletus variicolor Berk. & Broome
- Suillus spadiceus (Schaeff. ex Fr.) Kuntze
- Suillus variicolor (Berk. & Broome) Kuntze
- Versipellis spadicea (Schaeff. ex Fr.) Quél.
- Xerocomus citrinovirens (Watling) A.E.Hills
- Xerocomus ferrugineus (Schaeff.) Bon
- Xerocomus hieroglyphicus (Rostkovius) E.-J.Gilbert
- Xerocomus spadiceus var. gracilis (A.H.Sm. & Thiers) L.D.Gómez
- Xerocomus spadiceus (Schaeff. ex Fr.) Quél.
- Xerocomus subtomentosus var. ferrugineus (Schaeff.) Krieglst.
- Xerocomus subtomentosus var. ferruginosus (Schaeff.) Krieglst.
- Xerocomus subtomentosus var. spadiceus (Fr.) E.-J.Gilbert
- Xerocomus subtomentosus var. variicolor (Berk. & Broome) H.Engel & E.Ludw.

### Étymologie
L'épithète spécifique ferrugineus fait référence à la couleur rouille plus ou moins ferrugineuse de son chapeau.

### Noms vulgaires et vernaculaires
Ce taxon porte en français le nom vernaculaire ou normalisé suivant : bolet ferrugineux,.

## Description du sporophore

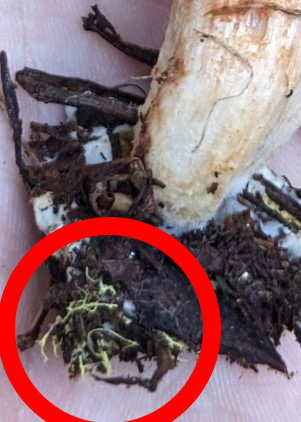
Mycélium basal jaune au bout du pied de X. ferrugineus.

Les bolets sont des champignons dont l’hyménophore, constitué de tubes et terminés par des pores, se sépare facilement de la chair du chapeau. Ce chapeau d'abord rond, recouvert d'une cuticule, devient convexe à mesure qu’il vieillit. Ils ont un pied (stipe) central assez épais et une chair compacte. Les caractéristiques morphologiques de X. ferrugineus sont les suivantes :
Son chapeau est de couleur brun clair, brun ocre à brun-rouge (exceptionnellement vert bouteille à olivâtre : en montagne, forme citrinovirens).
L'hyménophore présente des pores jaunes puis jaune verdâtre, bleuissant à la pression.
Son stipe, mesurant 3-10 x 1-3 cm, est jaunâtre plus ou moins envahi de brun-roux, parfois avec des côtes ou un pseudo-réseaurouge.
Sa chair est blanche, immuable. Son mycélium basal est jaune.

### Réactions chimiques
Vapeurs d'ammoniaque bleu-vert : bleu-vert (cuticule, pied).

### Caractéristiques microscopiques
- Spores fusiformes, lisses, à paroi épaisse, brun olive, 10,5-15 x 4-5 µm.
- Basides clavées, tétrasporiques, non bouclées.
- Cheilocystides et pleurocystides fusiformes.
- Cuticule trichodermique faite d'hyphes dressées de 5-15 µm à pigmentation brune[6].

## Galerie

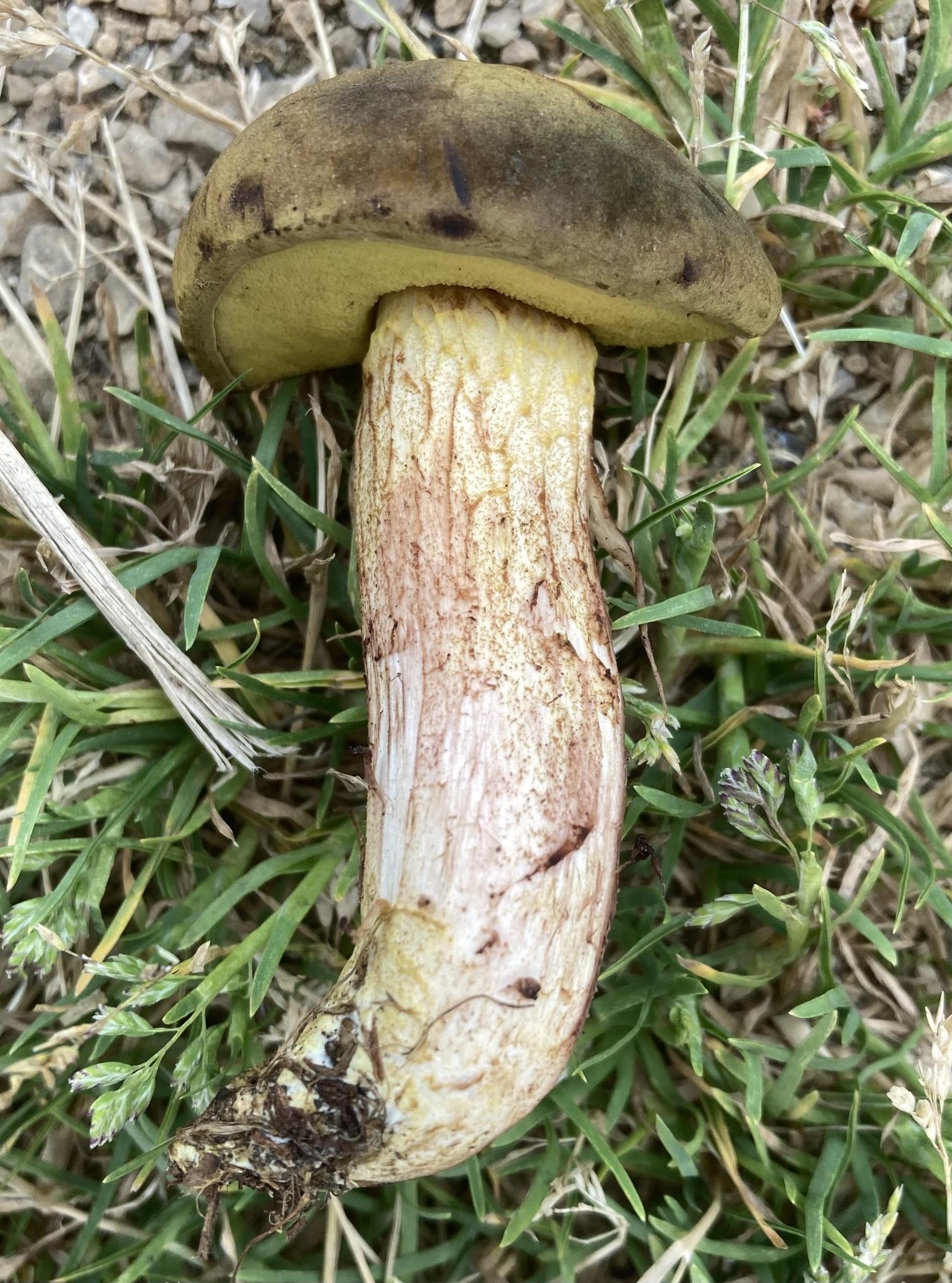
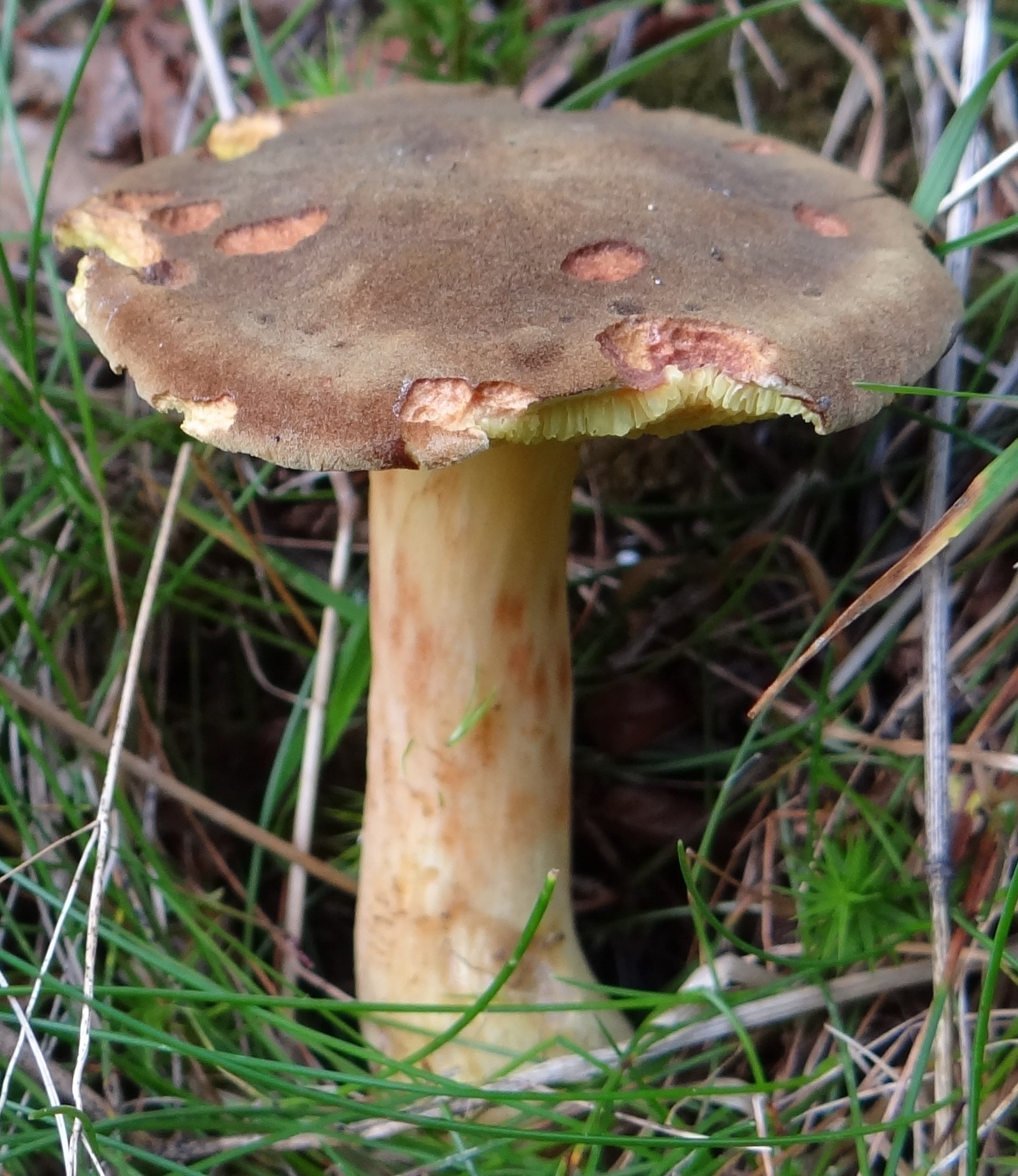
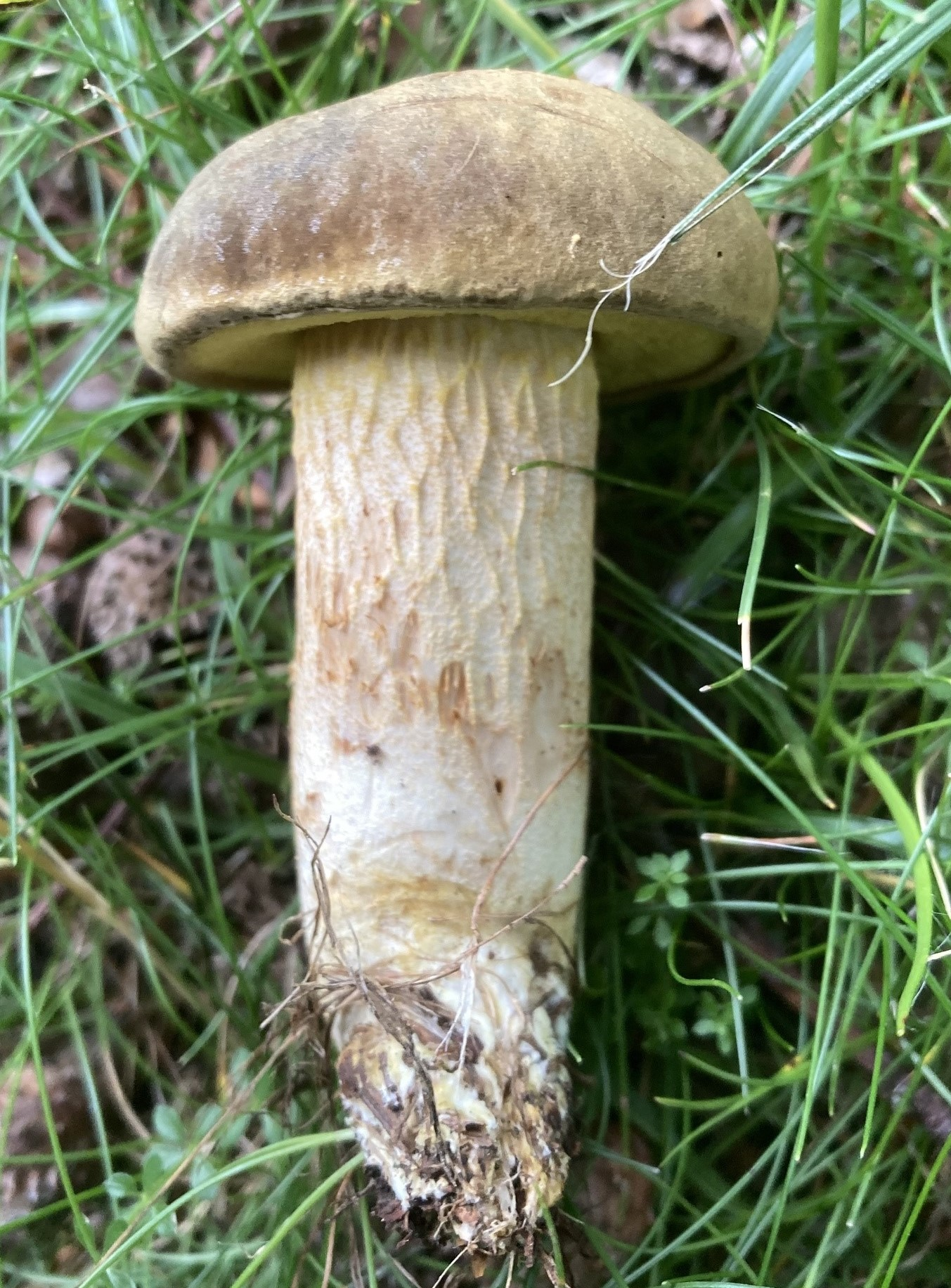
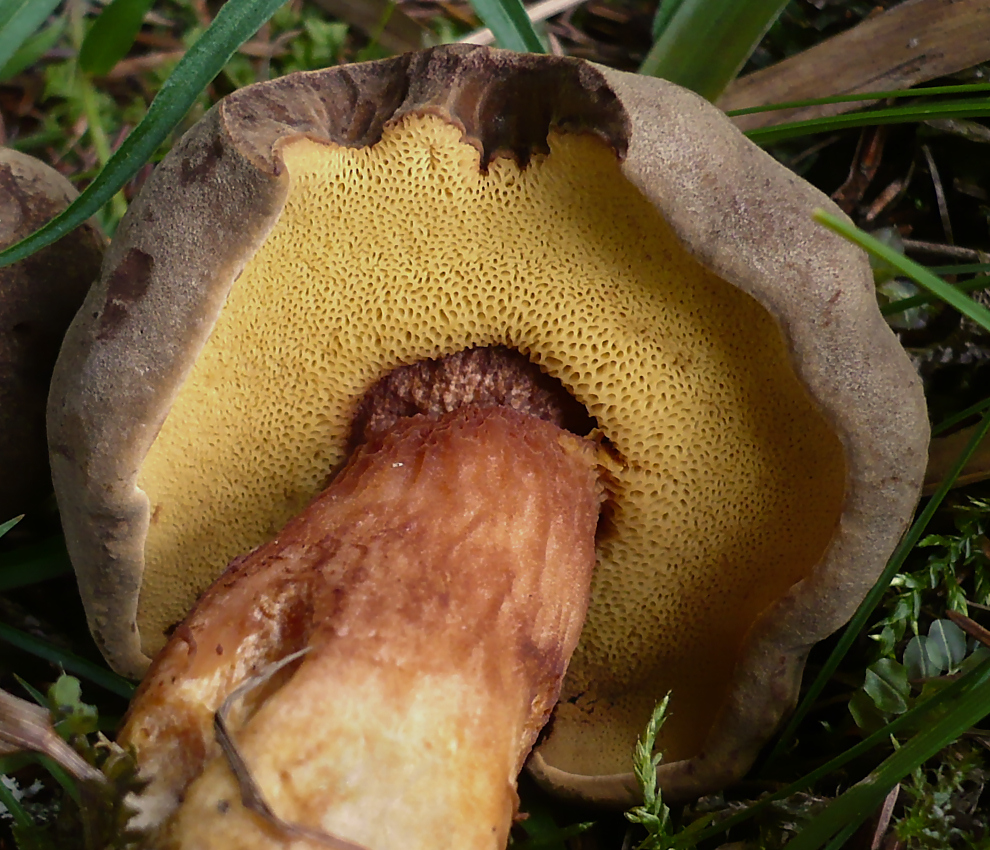
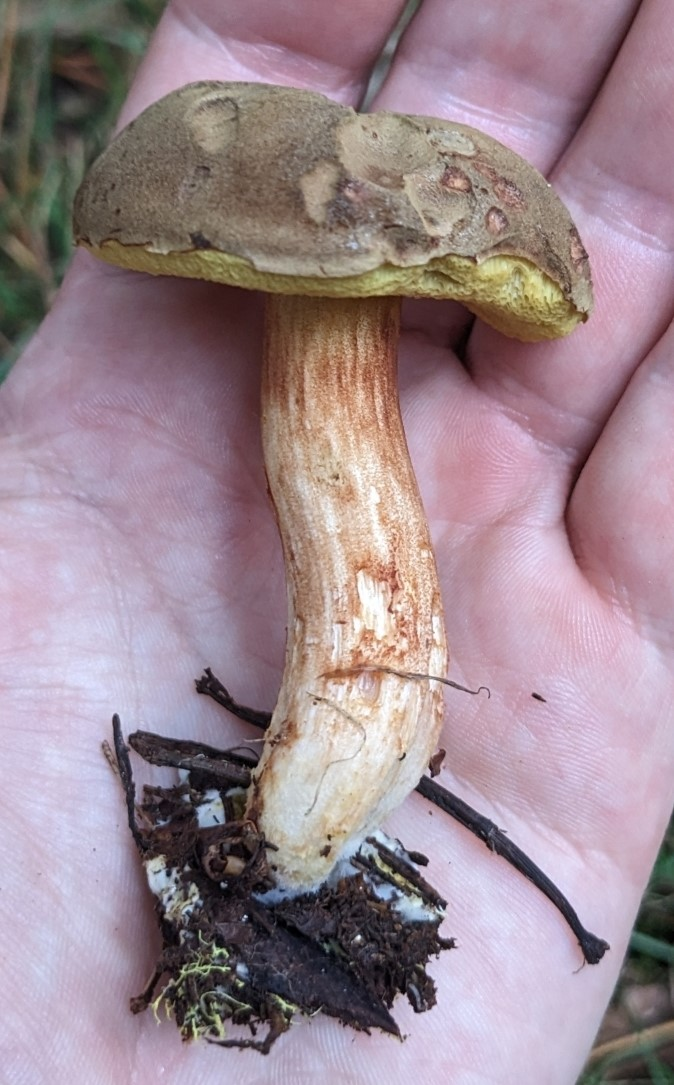
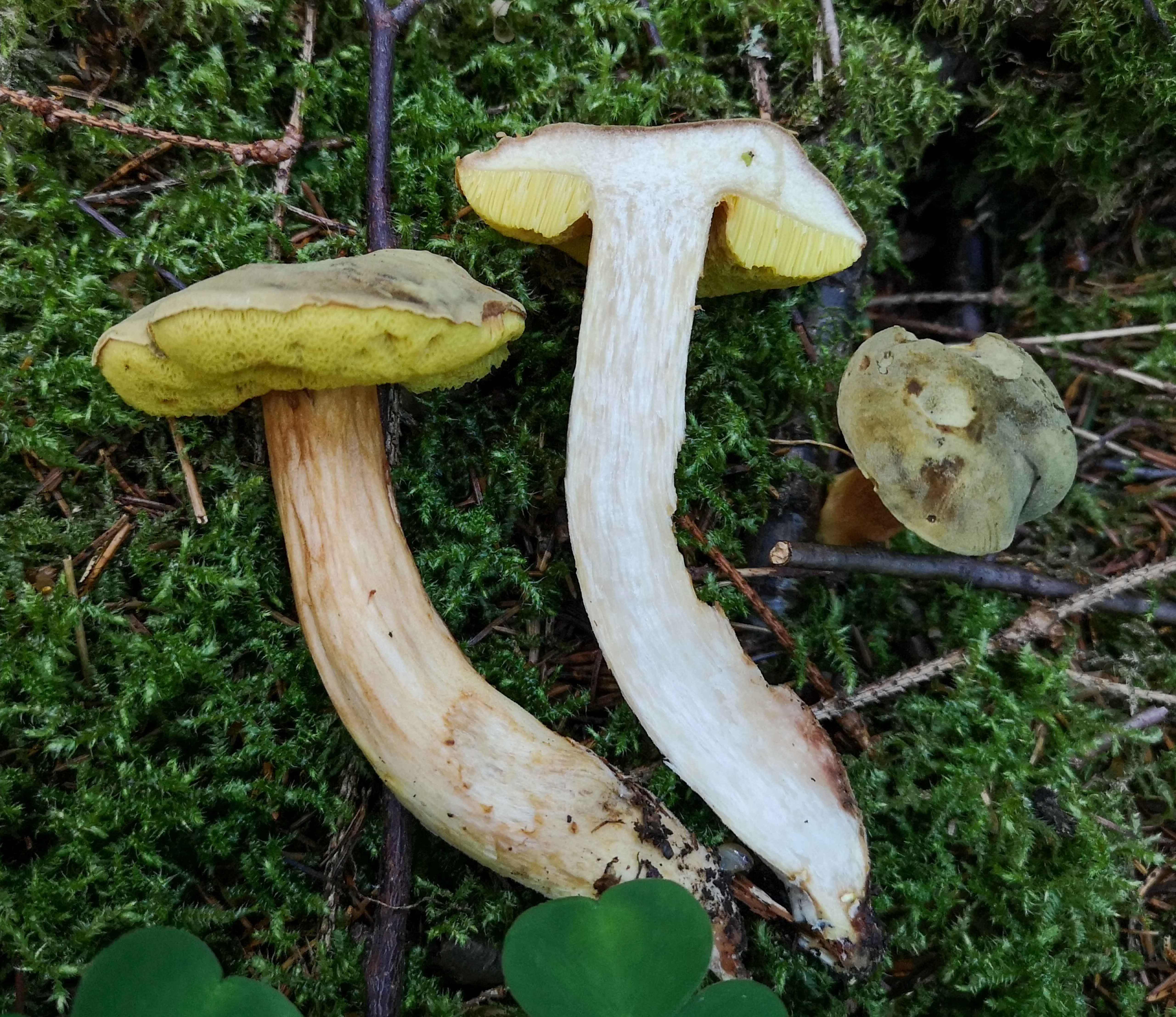
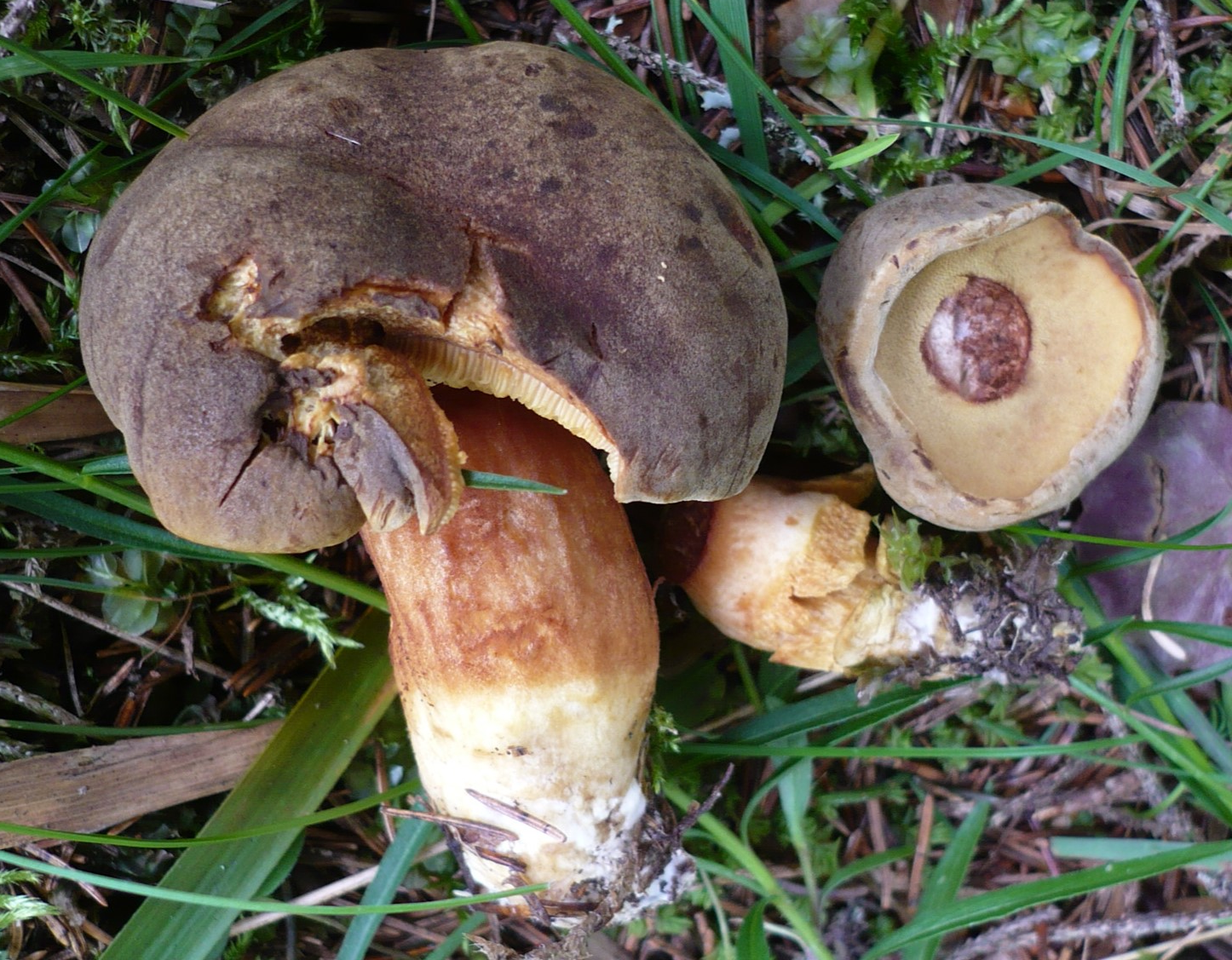
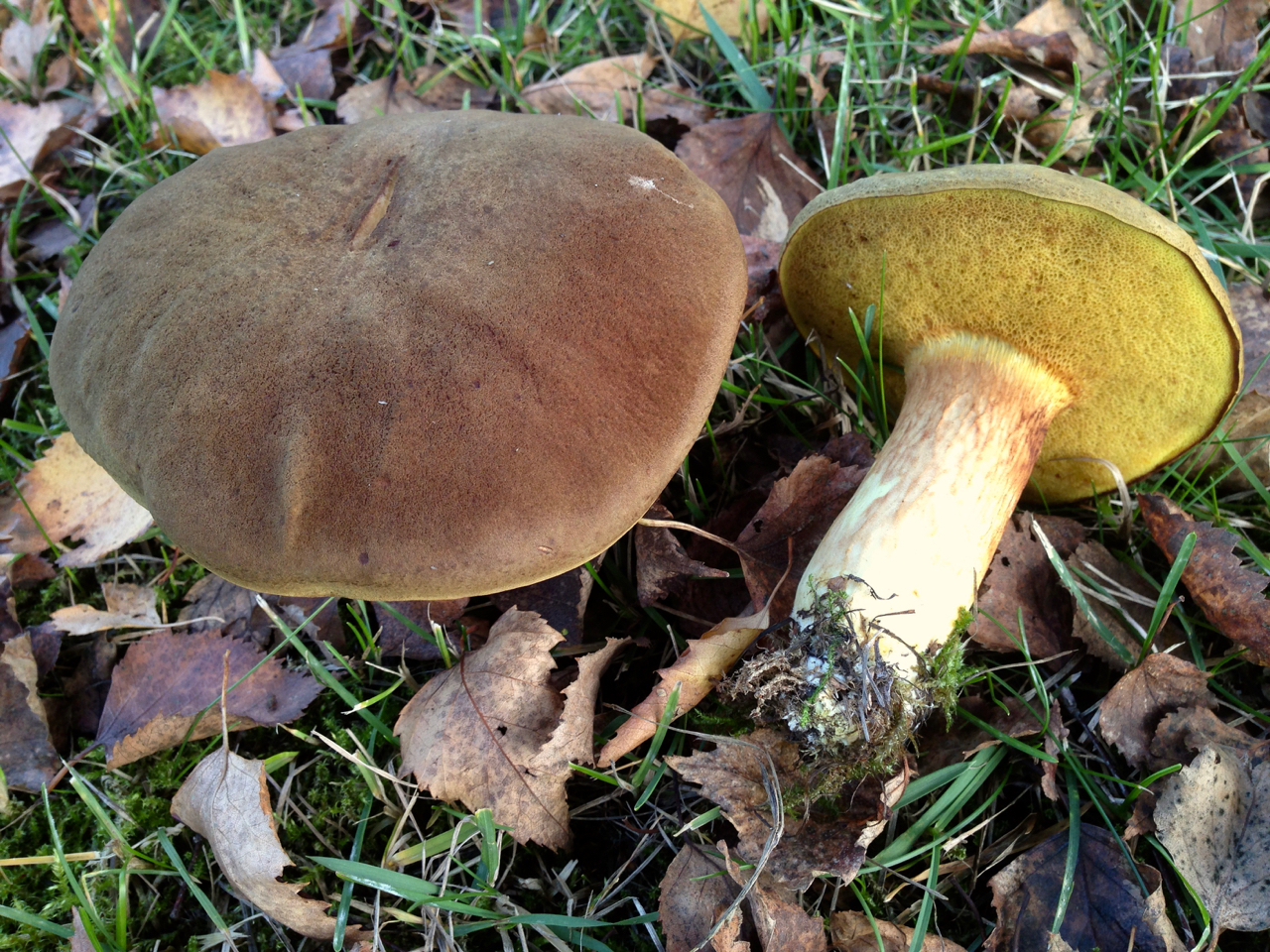
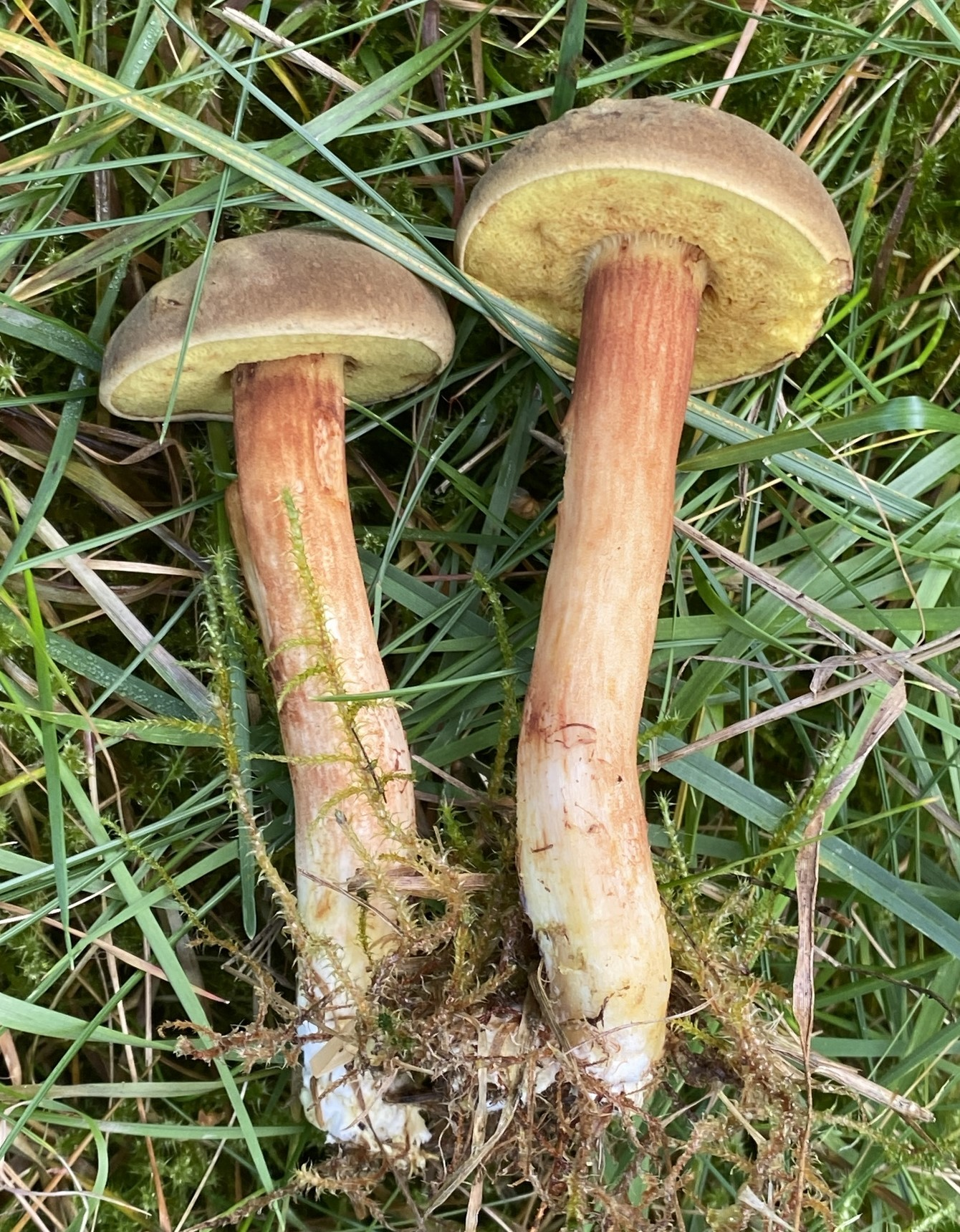
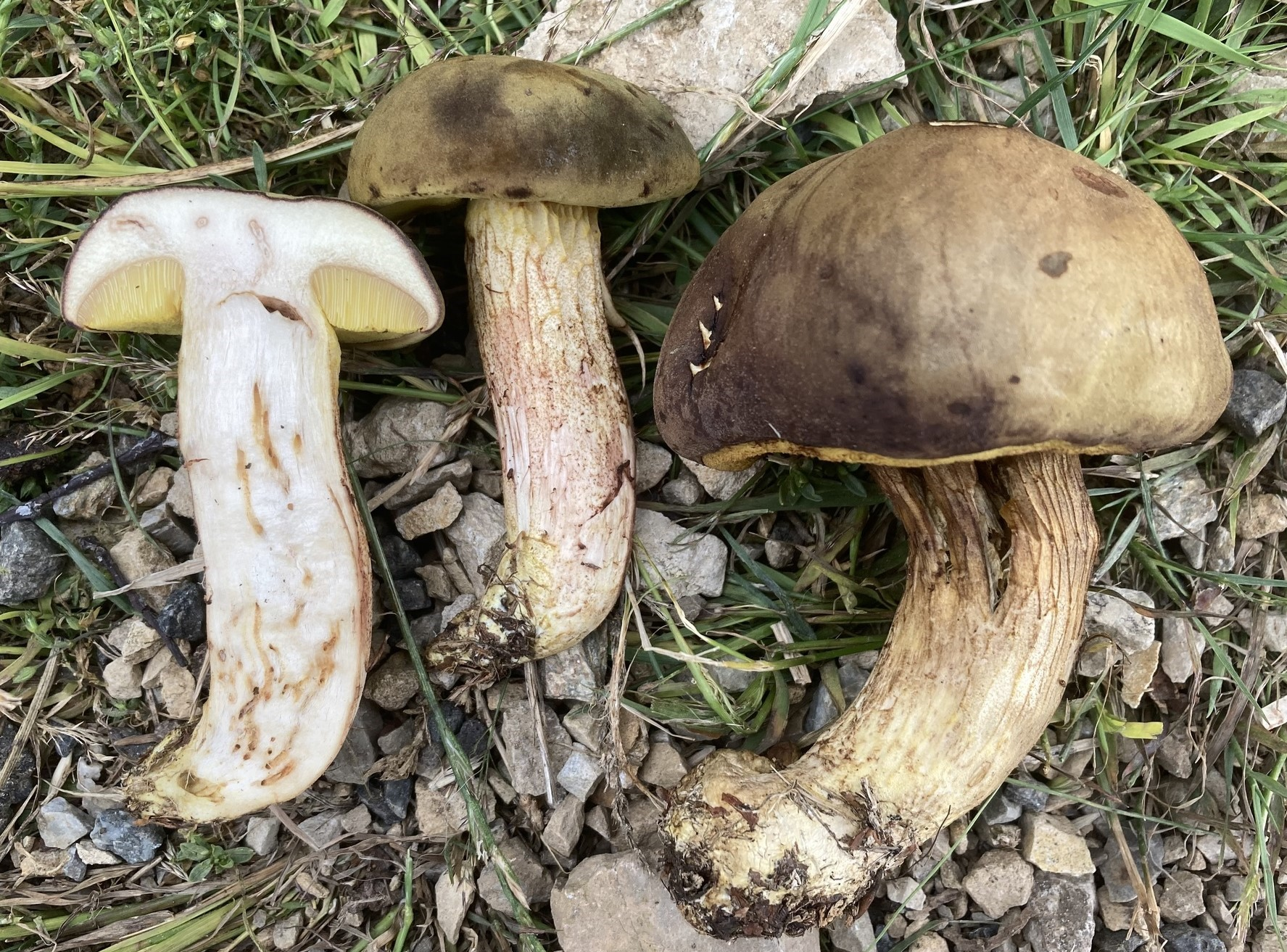
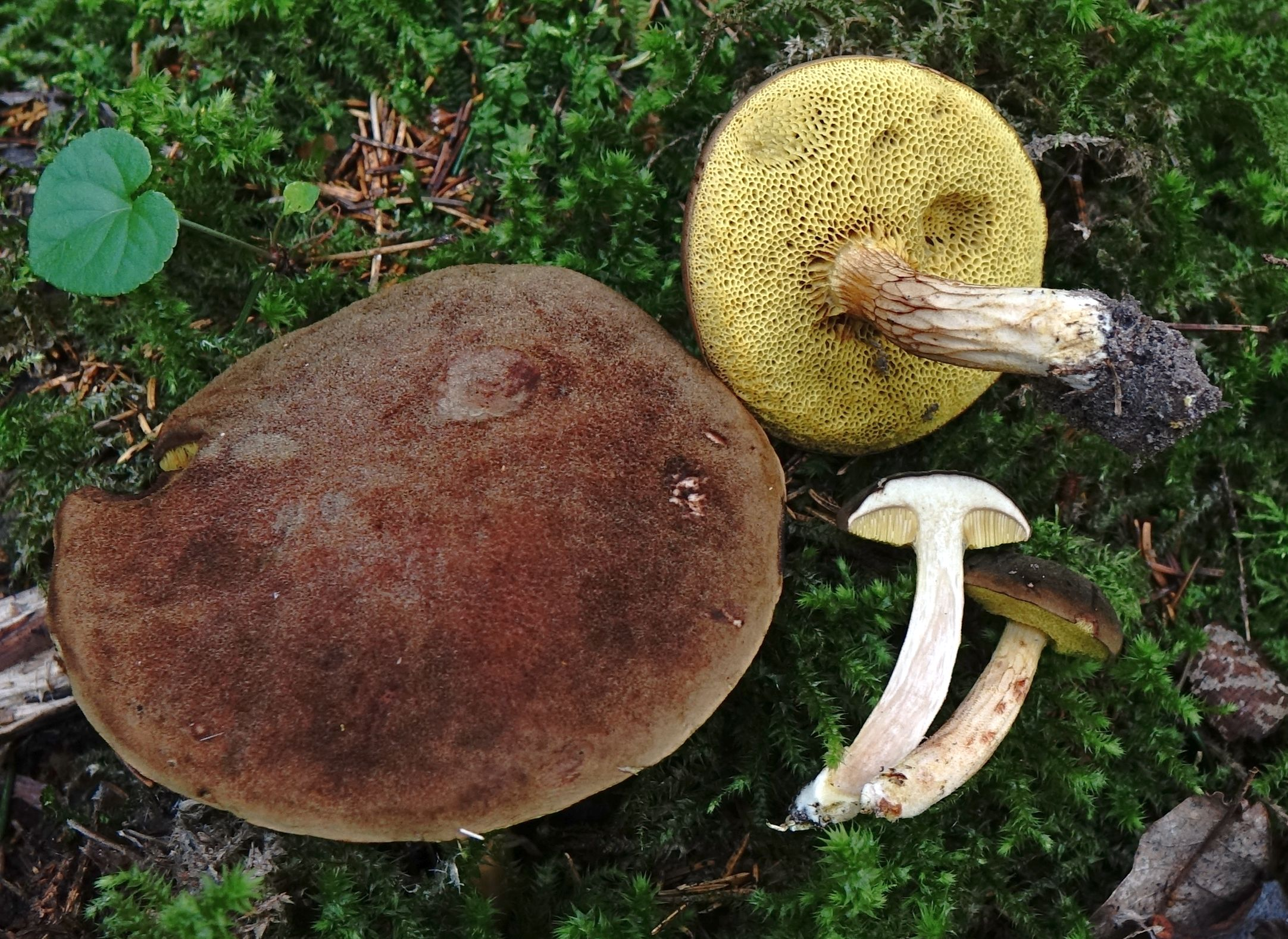
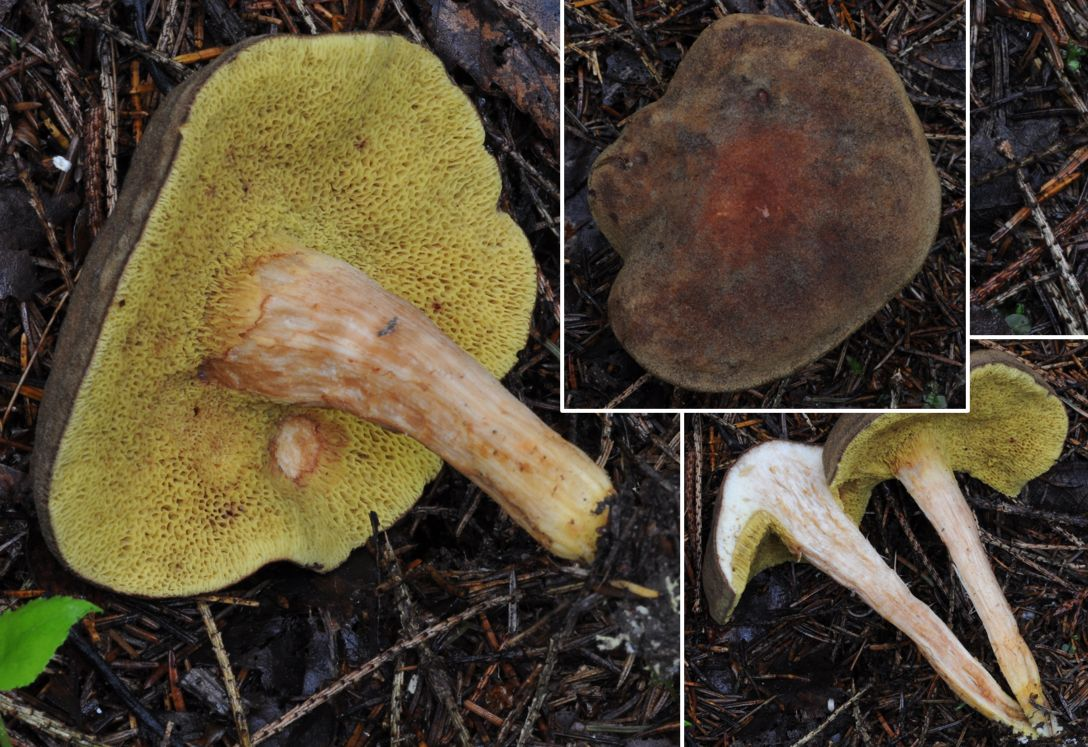
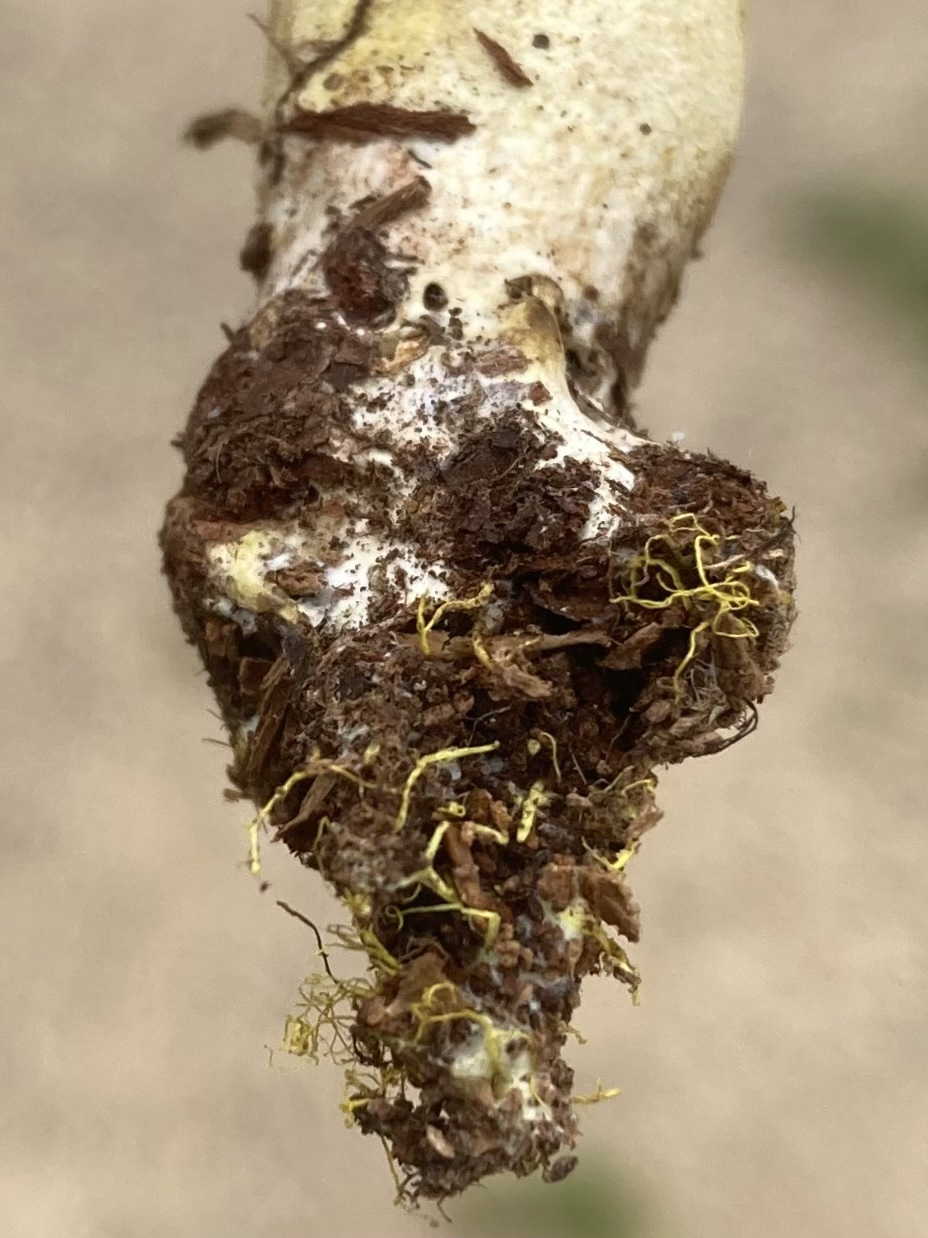

## Variétés et formes

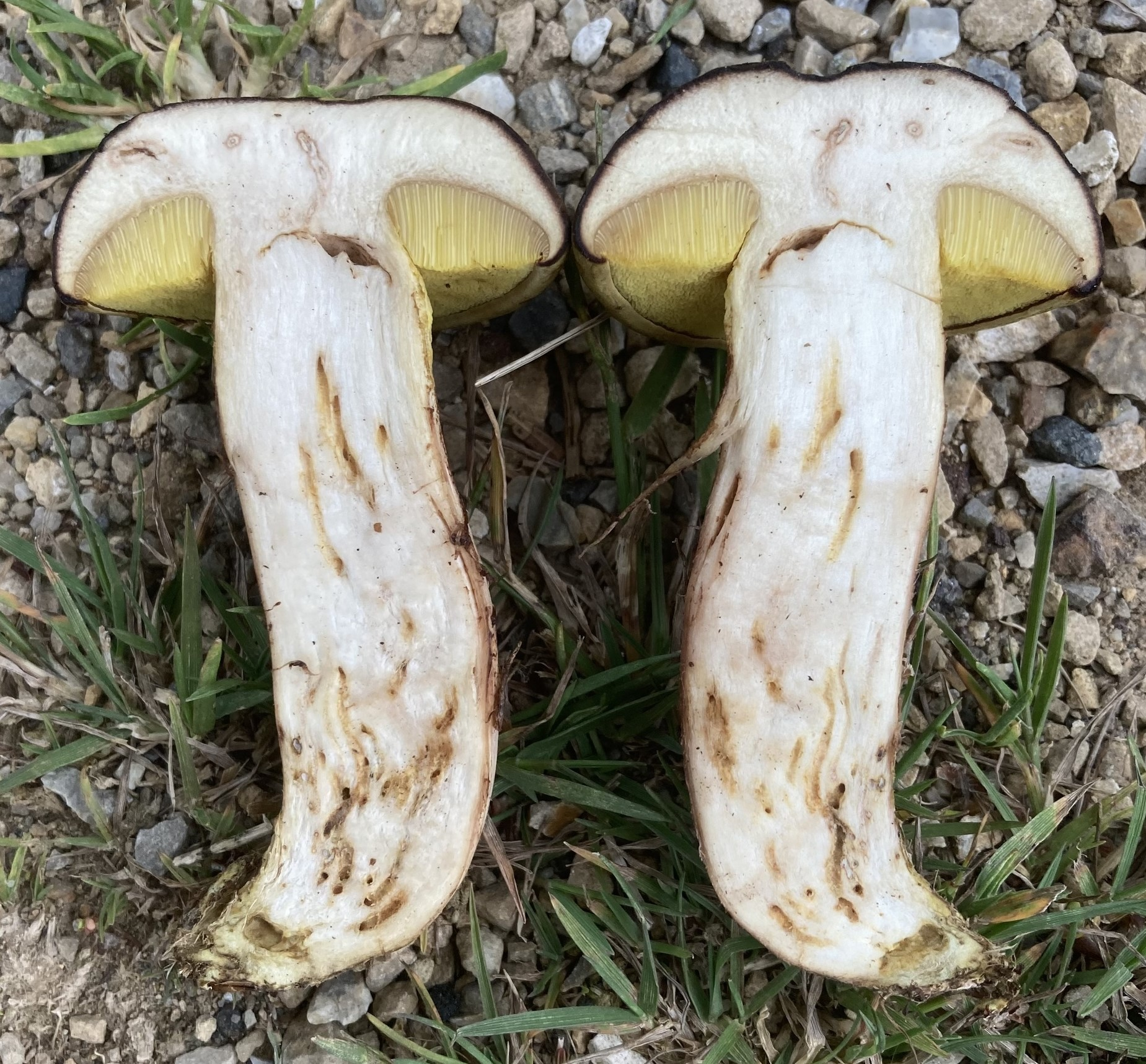
Coupe verticale typique de X. ferrugineus ; chair immuable uniformément blanche.

- Xerocomus ferrugineus f. citrinovirens est une forme montagnarde à cuticule olivâtre, rappelant X. subtomentosus[6].
- Xerocomus ferrugineus f. aurantiiporus est une forme aux tubes et pores de couleur or foncé à rouille ou orange rouille et aux tubes remarquablement courts[7].

## Habitat et distribution
Il s'agit un champignon ectomycorhizien, poussant sous feuillus et sous conifères,.

## Comestibilité

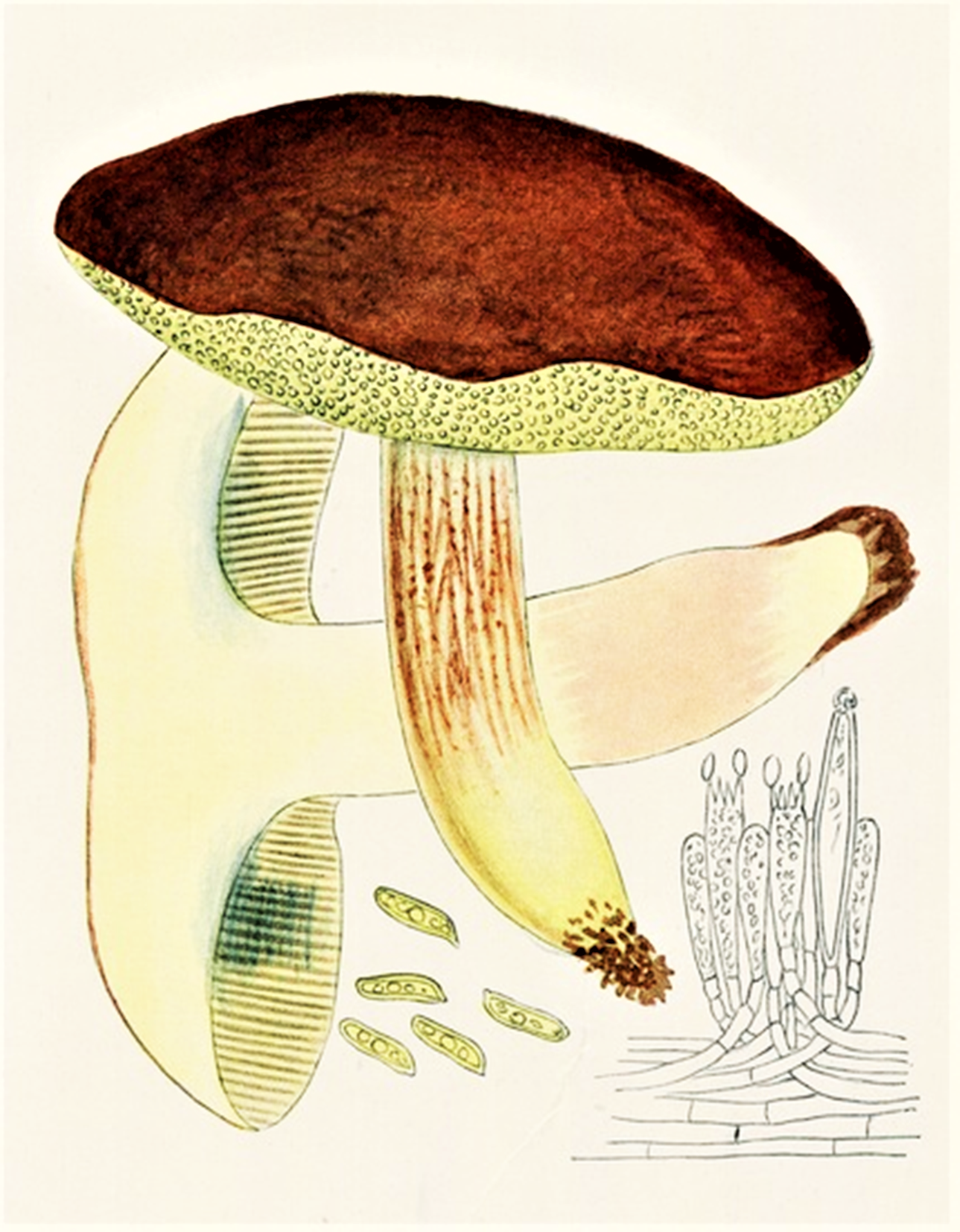
Planche illustrative de Xerocomus ferrugineus par Giacomo Bresadola.

Comme tous les Xerocomus au sens large, le Bolet ferrugineux est une espèce d'intérêt culinaire donné comme moyen de par son faible goût et sa petite taille. Elle est comestible après cuisson, de préférence en retirant le pied et en privilégiant les jeunes spécimens et les spécimens fermes dont les tubes ne sont pas très développés. Il ne fait était d'une consommation traditionnelle ou occasionnelle notable, de sorte qu'il peut être considéré comme sans intérêt alimentaire .

## Confusions possibles
Le Bolet ferrugineux est à comparer avec :
- Le Bolet subtomenteux (Xerocomus subtomentosus) au mycélium blanc et à la chair rose à la coupe sur la moitié inférieure du pied. Comestible.
- Le Bolet brun-rouge des peupliers (Xerocomus silwoodensis) une espèce très rare, possédant un chapeau avec des tons plus rougeâtres, un mycélium jaunâtre, une base souvent radicante et une chair presque mais pas exactement immuable. Sans intérêt alimentaire.